# Noilly Prat

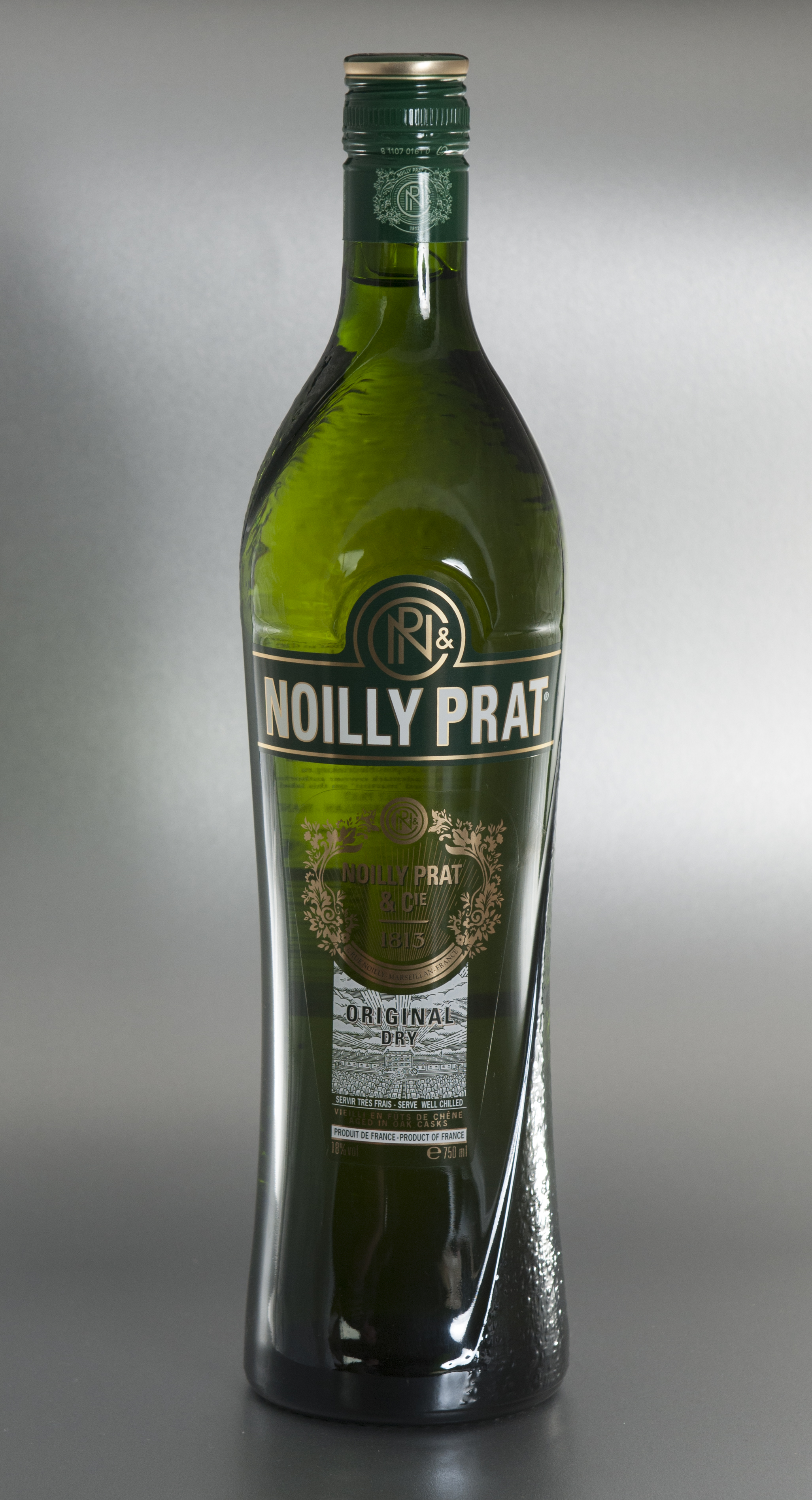
Eine Flasche Noilly Prat (2016)

Noilly Prat [nwaˈji pʁat] ist ein französischer Wermut, dessen Basis zwei Weißweine (Clairette und Picpoul de Pinet) aus Südfrankreich sowie zur süßen Abrundung der Mistela bilden, der aus Andalusien eingeführt wird. Noilly Prat gilt als aromatischer als andere Wermutweine; es wird somit nur eine geringe Menge, zum Beispiel zum  Aromatisieren, benötigt.
Das Unternehmen und der Werksverkauf sind im südfranzösischen Ort Marseillan beheimatet.
Der Name stammt von Joseph Noilly, der das Rezept entwickelt hat, und Claudius Prat, der Partner der Firma wurde. Noilly Prat wurde 1813 in Lyon gegründet, siedelte 1843 nach Marseille um. Seit 1853 befindet sich die Firma in Marseillan. Verbunden mit dem Umzug in die Nähe des Meeres und der Verwendung von Trauben aus der nahen Umgebung datiert aus diesem Jahr auch die noch heute bekannte Rezeptur.
Während Antonio Benedetto Carpano für sich in Anspruch nehmen kann, den ersten italienischen (süßen) Vermouth hergestellt zu haben, so gebührt dieser Ruhm Noilly Prat für den ersten französischen (trockenen) Vermouth. 1853 wurde Noilly Prat erstmals in die USA exportiert, er ist dort bis heute der führende französische Vermouth. 1971 wurde das Unternehmen von Martini & Rossi gekauft, welches seinerseits 1993 von Bacardi erworben wurde. Heute wird Noilly Prat von François Bonnardel geführt, einem Ururenkel des Noilly-Prat-Gründers. Der Vertrieb in Deutschland erfolgt durch Bacardi Deutschland.
Noilly Prat wird in Eichenfässern – unter anderem auch ein Jahr unter freiem Himmel – gelagert. Außer dem French Extra Dry stellt Noilly Prat die beiden feinsüßen Sorten Rouge und Original Dry her. Relativ neu ist die Version Ambre, die aber ausschließlich in der Region vertrieben wird. Das Aroma wird als leicht schokoladig, teilweise als würzig süß beschrieben. Er kann sowohl kalt als auch bei Zimmertemperatur genossen werden.

## Bilder

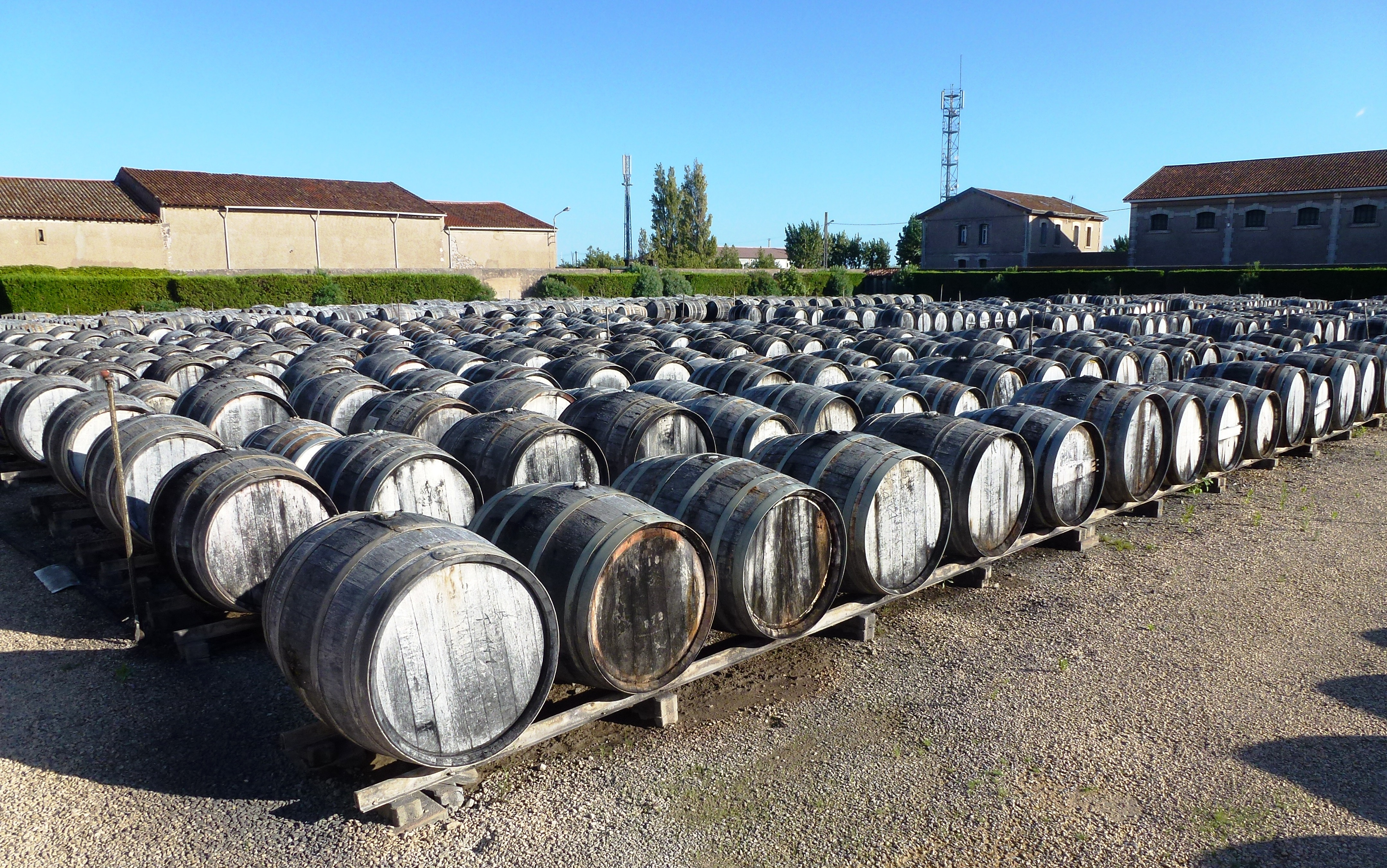
Freilagerfläche bei Noilly Prat in Marseillan
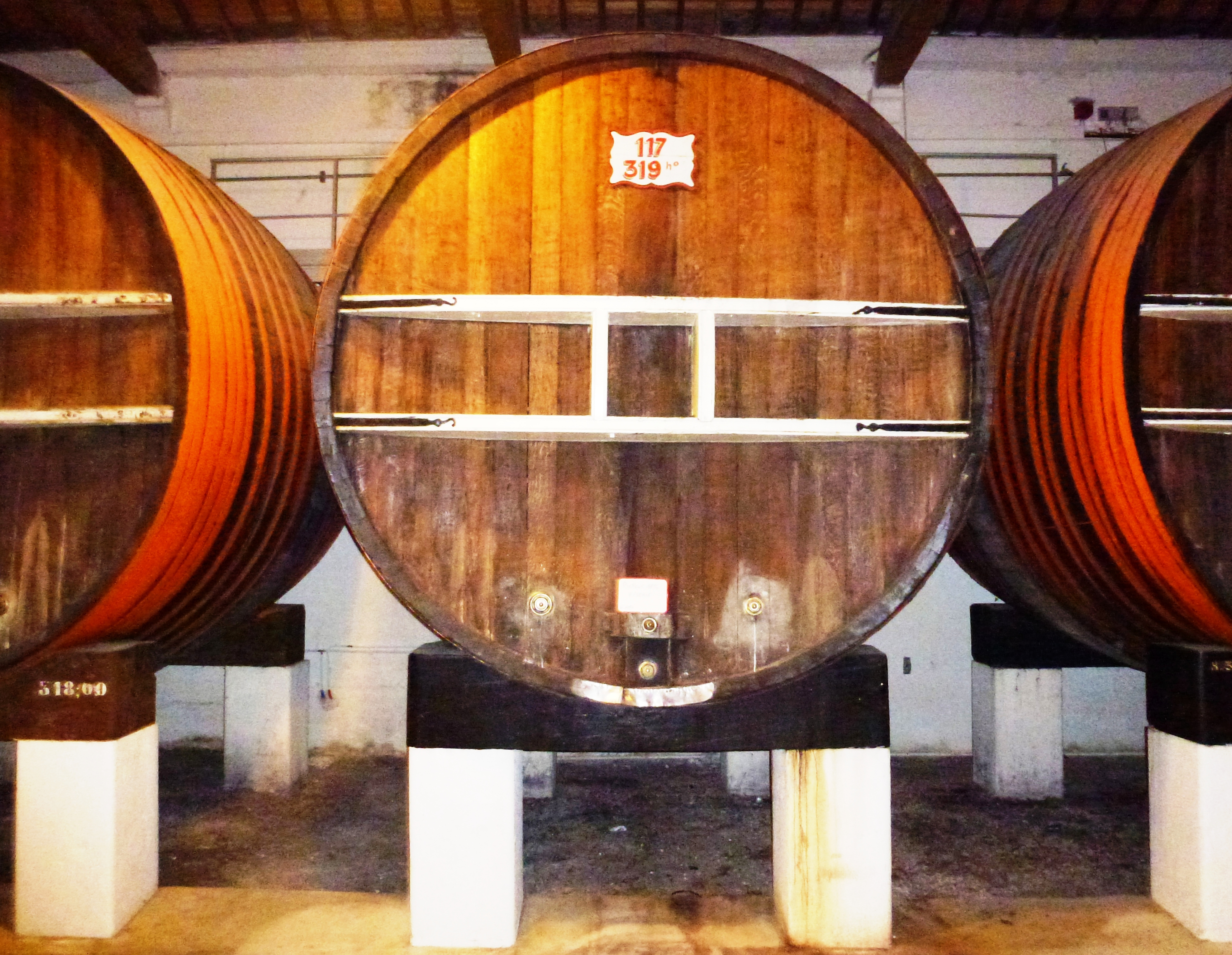
Fässer zur Reifung der Weißweine
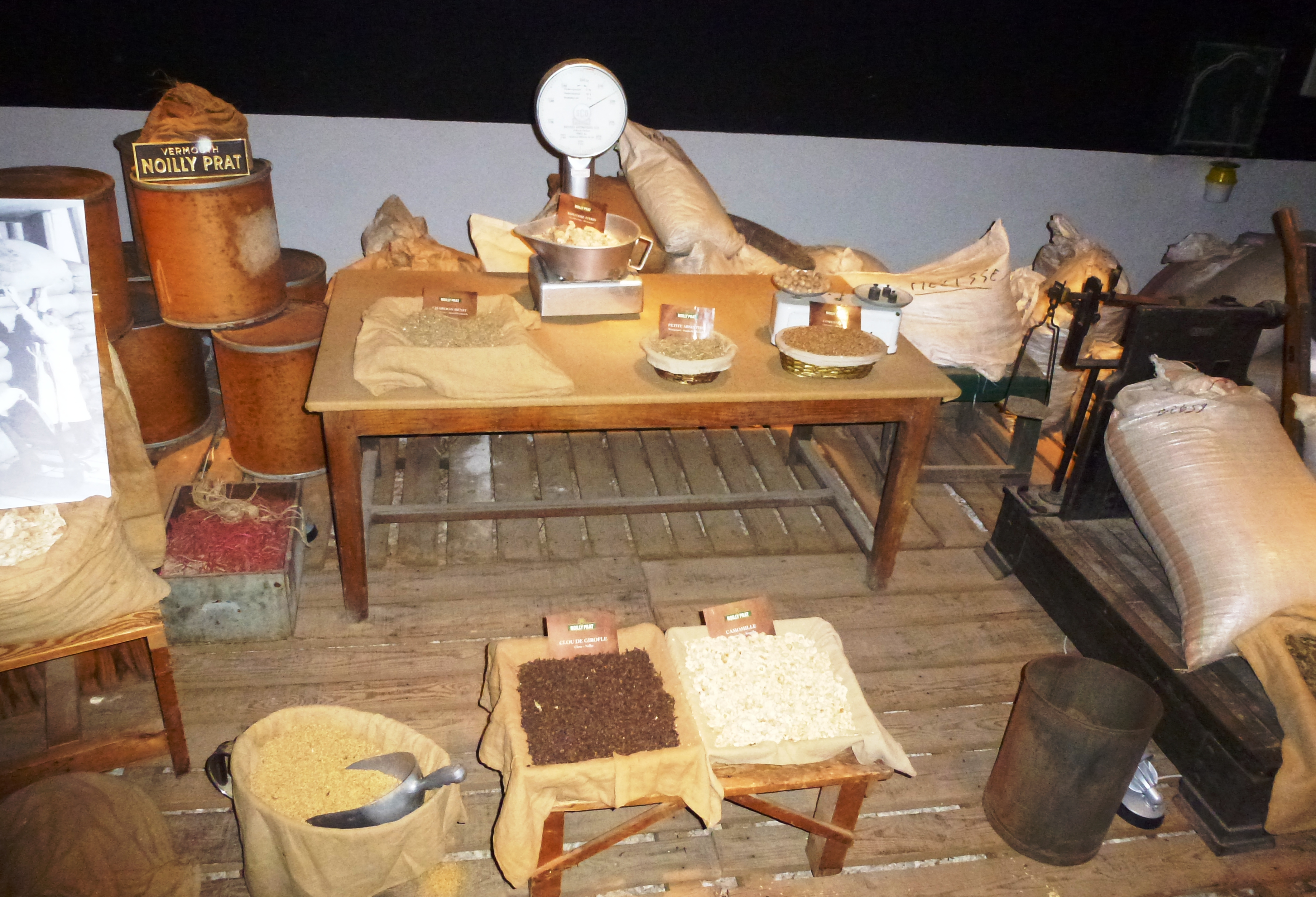
Kräuterwerkstatt
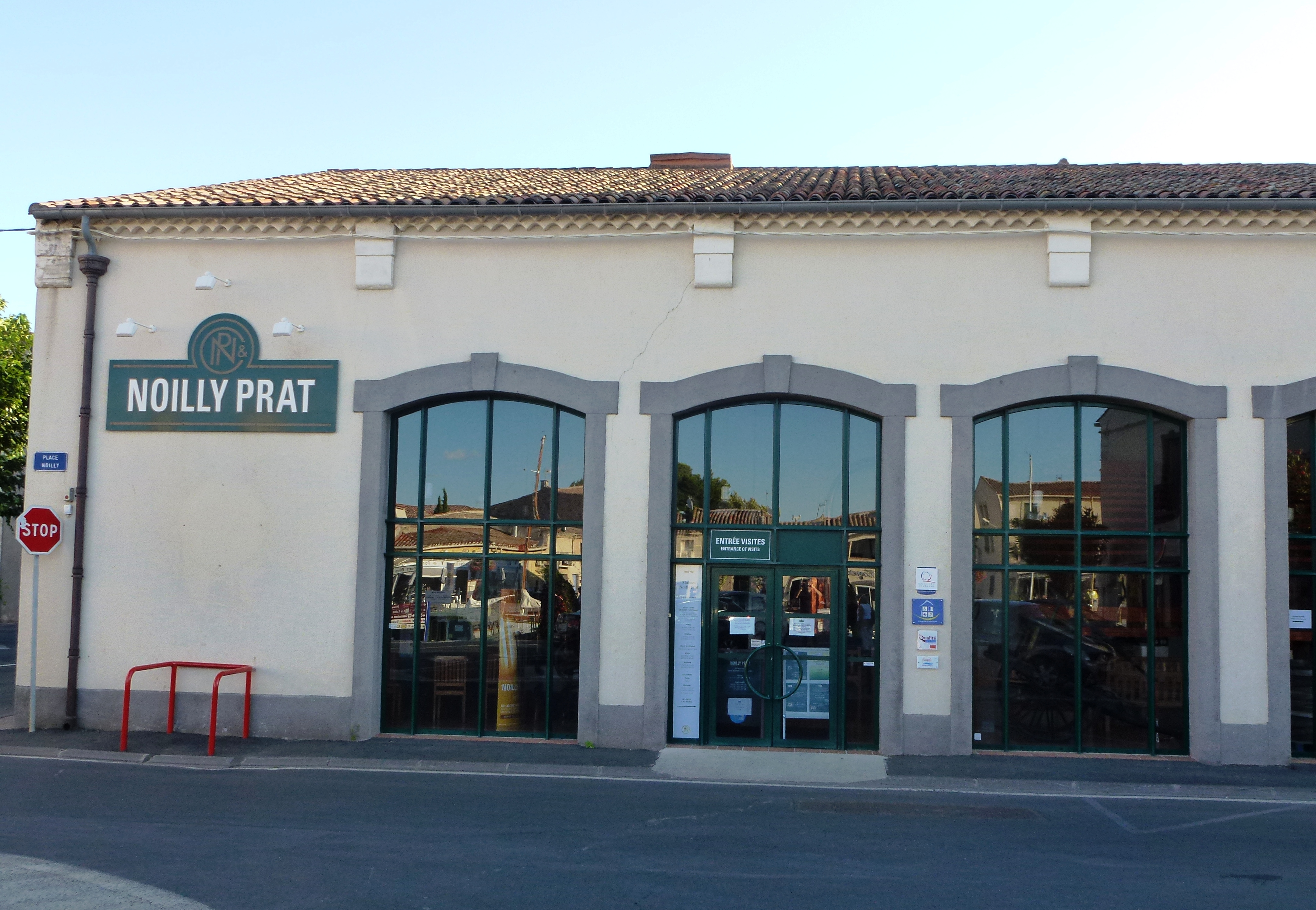
Werk in Marseillan
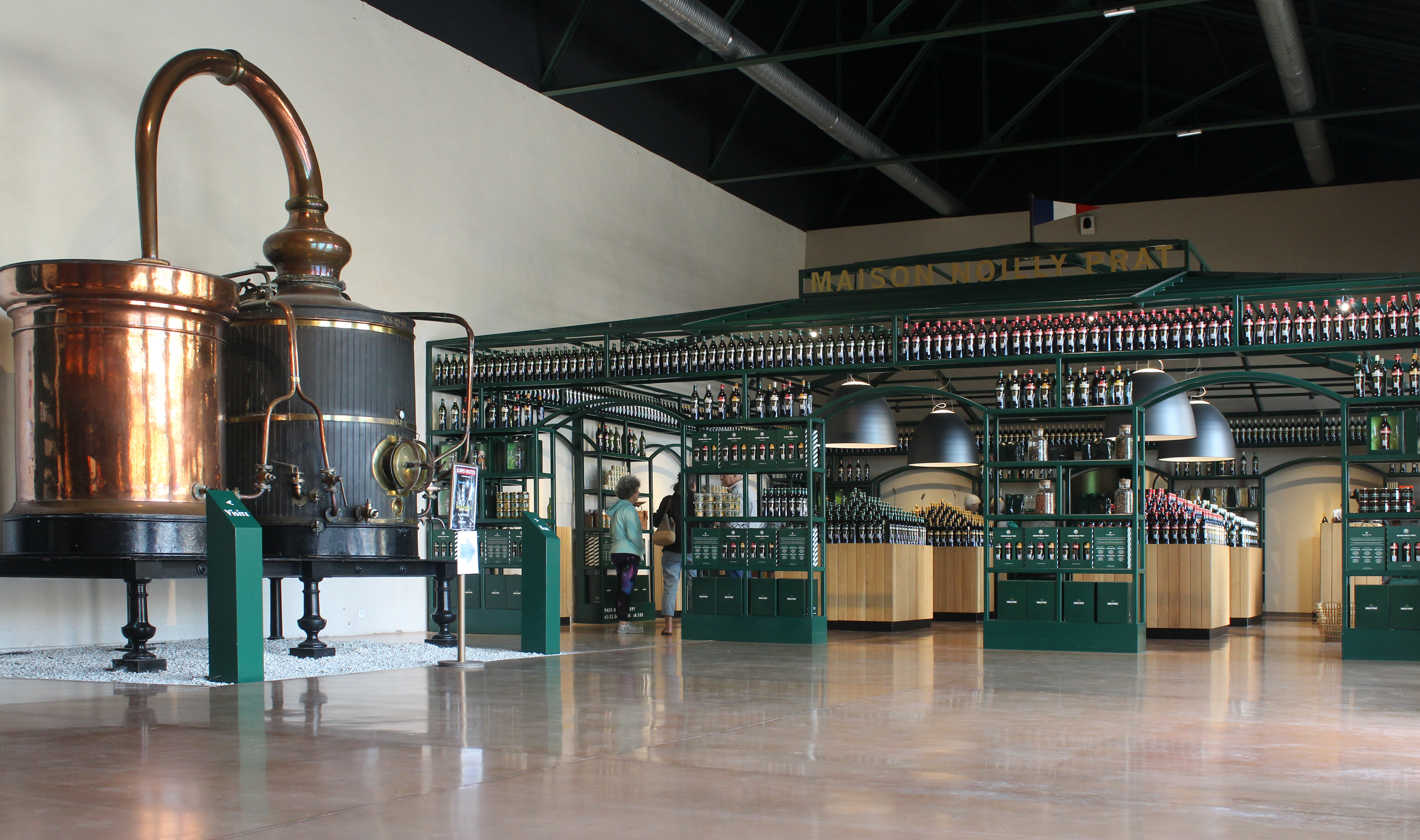
Boutique in Marseillan